# FASadE
FASadE is het forum voor architectuur, stedenbouw en landschap voor de Utrechtse stad Amersfoort en Eemland en organiseert architectuurcafés, lezingen, debatavonden, excursies, tentoonstellingen en publicaties. In samenwerking met Theater Film Café De Lieve Vrouw worden ook filmvertoningen georganiseerd. De naam FASadE is een acroniem voor Forum voor Architectuur en Stedenbouw Aan De Eem. FASadE maakt met Museum Flehite, Kunsthal KAdE en het Mondriaanhuis deel uit van de Stichting Amersfoort in C.

## Geschiedenis
Van 1959 tot 2008 is het architectuurcentrum onderdeel van Stichting De Zonnehof: Centrum voor moderne Kunst in Amersfoort. In 2007 fuseren stichting De Zonnehof/Armando Museum en Museum Flehite tot de Stichting Amersfoort in C. In 2009 voegt zich daarbij stichting Het Mondriaanhuis. In datzelfde jaar krijgt het Architectuurcentrum Amersfoort een plek in KAdE onder de naam KAdE Architectuurcentrum. Sinds 2011 is het architectuurcentrum FASadE een op zichzelf staande organisatie binnen Stichting Amersfoort in C, waaronder dan ook het Mondriaanhuis, Kunsthal KAdE en museum Flehite vallen. Algemeen directeur van Amersfoort in C sinds 2014 is Paul Baltus. Van 2009-2018 was Johanna van der Werff directeur van FASadE. Vanaf 2018 is de zakelijke en creatieve leiding in handen van Irene Edzes. Zij wordt ondersteund door Lotte Schuitemaker. Acht jonge ontwerpers hebben zich in 2019 als De Jonge Honden aangesloten bij FASadE. De samenstelling van de Jonge Honden wisselt elke twee jaar. 

## Stadsbouwprijs Amersfoort
FASadE organiseert tweejaarlijks de Amersfoortse Stadsbouwprijs om projecten die de stad beter, mooier en gezonder maken te bekronen. In 2020 organiseerde FASadE voor het eerst de Stadsbouwprijs Amersfoort. De Amersfoortse Stadsbouwprijs wordt uitgereikt aan een bureau of een samenwerkingsverband van verschillende (ontwerp)bureaus. Projecten op het vlak van stedenbouw, architectuur, landschapsontwerp en interieur en combinaties van deze disciplines kunnen ingezonden worden. De Amersfoortse Stadsbouwprijs kent een publieksprijs en drie juryprijzen in de categorieën S, M en L op basis van de grootte van de voetafdruk van het project. 
De voorloper van de Stadsbouwprijs Amersfoort was de Architectuurprijs, die in 2001, 2003, 2005, 2007, 2010 en 2014 werd uitgereikt.

## Tentoonstellingen (selectie)
- 2021 - Tentoonstelling Structuralisme in Amersfoort, Leusden en Hoevelaken (met foto's van Dirk Verwoerd, Rietveldpaviljoen)
- 2020 - Fototentoonstelling gymnasium C.B. van der Tak (in samenwerking met 033Fotostad, Rietveldpaviljoen)
- 2020 - Fototentoonstelling architectuurfotografie (in samenwerking met 033Fotostad, Rietveldpaviljoen)
- 2019 - Panorama NL en Amersfoort (in samenwerking met Rietveldpaviljoen)
- 2017 - De Stijl voorbij. Gerrit Rietveld en de jaren vijftig (in samenwerking met Rietveldpaviljoen)[8]
- 2016 - 130 ontwerpen voor het Belgenmonument in Amersfoort (in samenwerking met ABN Amro-kantoor)[9][10][11]

- 2013 - Beladen Architectuur met foto’s van David Galjaard (in samenwerking met Station Amersfoort)
- 1993 - Hoogspanning Levensgevaarlijk, over de architectuur van het transformatorhuisje